# Sascha Eichmeier
Sascha Eichmeier (* 2. Januar 1990 in Köln) ist ein ehemaliger deutscher Fußballspieler.

## Karriere
Sascha Eichmeier spielte von 1998 bis 2009 in den Jugendmannschaften des Bundesligisten Bayer 04 Leverkusen. Ab dem Ende Saison 2008/09 kam er für die Reservemannschaft der Leverkusener in der Regionalliga West zum Einsatz und gehörte ab Herbst 2009 zu den Stammkräften, wurde jedoch mehrmals durch Verletzungen außer Gefecht gesetzt. Unter anderem verpasste er aufgrund eines Kreuzbandrisses die gesamte Hinrunde der Saison 2011/12. Im Sommer 2012 wechselte er innerhalb der Regionalliga West zu Viktoria Köln. Ein Jahr später ging er zu den Sportfreunden Siegen. Durch seine guten Leistungen in der Hinrunde der Saison 2013/14, in der ihm fünf Tore gelangen, machte er auch höherklassige Clubs auf sich aufmerksam. Angeblich bemühte sich Zweitligist Dynamo Dresden erfolglos um ihn. Zur Saison 2014/15 wechselte der Linksverteidiger in die Dritte Liga zum FC Rot-Weiß Erfurt. Er unterschrieb einen Zweijahresvertrag mit Option auf zwei weitere Jahre. Kurz vor dem Ende des Wintertransferfensters 2016 sicherte sich die SV Elversberg die Dienste des Linksverteidigers, nach einem halben Jahr kehrte er jedoch zu seinem alten Verein Viktoria Köln zurück. Die Regionalligaspielzeit 2016/17 beendete er mit der Mannschaft als Meister, in den Aufstiegsspielen zur 3. Liga scheiterte man jedoch am FC Carl Zeiss Jena. In der Saison 2018/19 wurde Eichmeier mit Viktoria erneut Meister der Regionalliga und stieg in die 3. Liga auf. Nach schweren Verletzungen beendete Eichmeier nach der Saison 2019/20, in der er aufgrund der Verletzungen nicht mehr zum Einsatz gekommen war, seine Karriere.

## Erfolge
FC Viktoria Köln
- Meister der Regionalliga West: 2017, 2019 (jeweils mit Viktoria Köln)
- Aufstieg in die 3. Liga: 2019
- Mittelrheinpokalsieger: 2018